# Aimeliik

Cờ của Aimeliik

Aimeliik là một đơn vị hành chính của các quốc Palau. Đây là một trong 16 bang của Cộng hòa Palau. Bang này có diện tích 52 km² và dân số 270 người (điều tra dân số năm 2005). thủ phủ bang là làng Mongami. Bang khá gần sân bay quốc tế. Ở làng Medorm có trạm phát sóng ngắn ở Palau, chúng trước đây do Hoa Kỳ quản lý nhưng hiện do một tổ chức tôn giáo sở hữu và dùng để phát các chương hình hướng về Đông Nam Á.